# James Wade
James Martin Wade (* 6. April 1983 in Aldershot, Hampshire) ist ein englischer professioneller Dartspieler. Sein Spitzname The Machine spielt auf seine große Konstanz, vor allem beim Treffen der Doppelfelder, an. Mit 11 Siegen bei Fernsehturnieren ist er der beste Linkshänder in der Geschichte des Dartsports und der dritterfolgreichste Spieler in der Geschichte der PDC, nur noch übertroffen von Phil Taylor und Michael van Gerwen. Seine Einlaufmusik ist I’m Still Standing von Elton John.

## Werdegang
James Wade startete seine Profikarriere 2001 in der World Darts Federation. 2004 wechselte er zur Professional Darts Corporation. Bei den Players Championships 2006 spielte er beim PDPA Players Championship Hayling Island 2 gegen Alan Warriner-Little einen Neun-Darter. Im selben Jahr verlor er das World Matchplay Finale gegen Phil Taylor. 2007 konnte Wade das World Matchplay nach Siegen über Dennis Priestley, Mervyn King, Adrian Lewis und Terry Jenkins (18:7) gewinnen. Drei Monate später folgte der Sieg beim World Grand Prix erneut gegen Jenkins (6:3). Im Juni 2008 gewann Wade die UK Open gegen Gary Mawson (11:7). Im Januar 2009 stand er im Halbfinale der PDC World Darts Championship, wo er mit 4:6 gegen Raymond van Barneveld unterlag. Im Mai 2009 gewann er die Darts Premier League durch einen Finalsieg gegen Mervyn King mit 13:8.

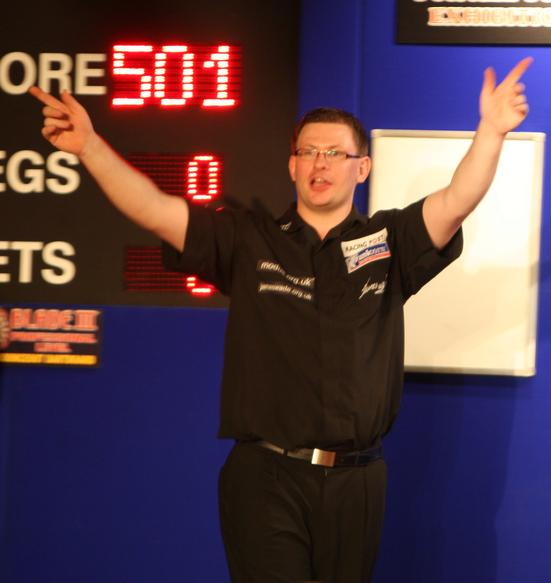
James Wade (2007)

Im Jahr 2010 erreichte Wade erneut das Finale der Premier League Darts, konnte aber seinen Titel nicht verteidigen, da er im Finale gegen Phil Taylor mit 8:10 verlor, der in diesem Match als bislang einziger Spieler zwei 9-Darter in einer Partie vor TV-Kameras warf. Im Oktober 2010 gewann Wade den World Grand Prix in Dublin gegen Adrian Lewis im Finale mit 6:3 Sätzen.

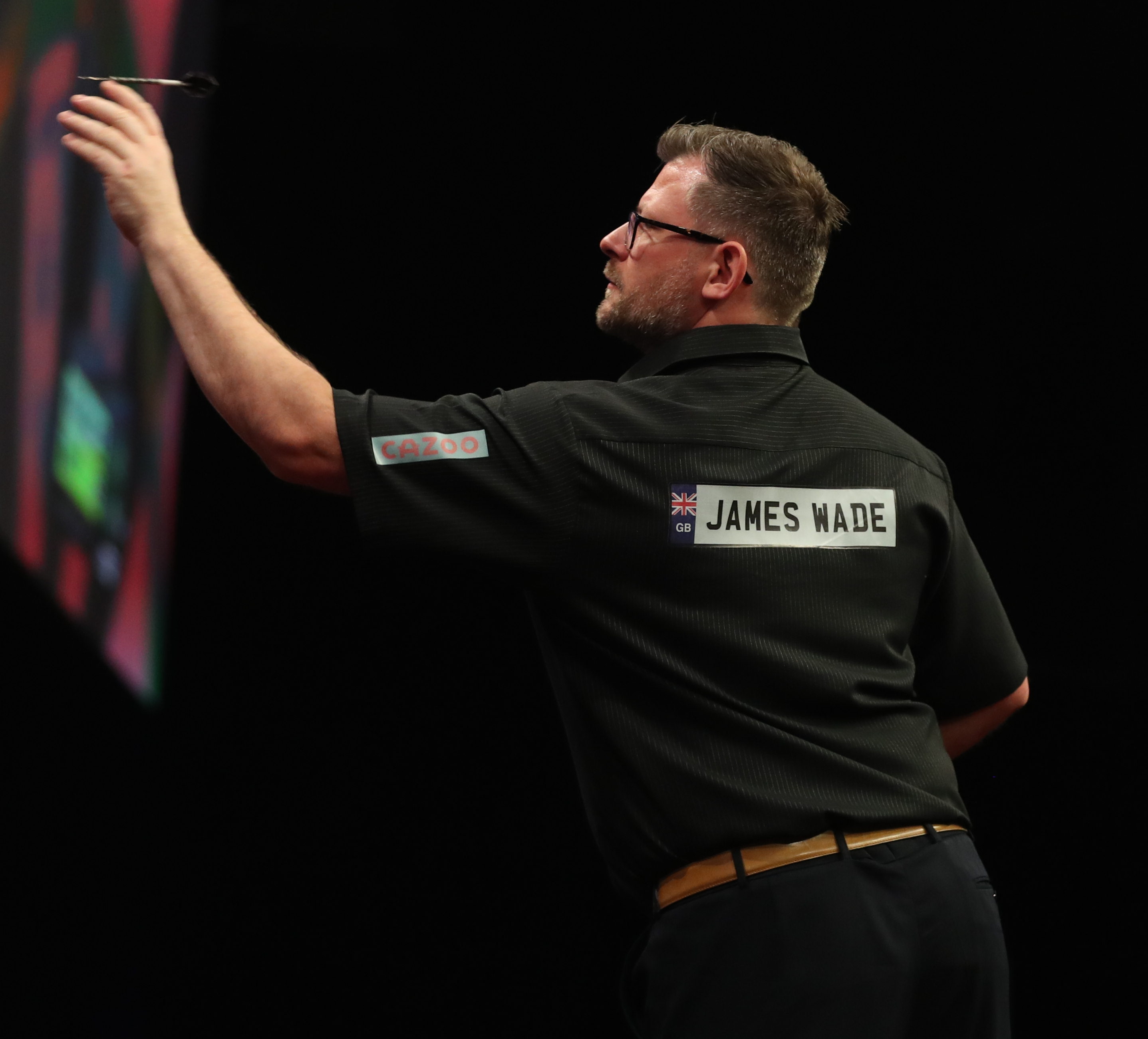
James Wade bei den Premier-League-Darts-Playoffs in Berlin (2022)

Bei der PDC World Darts Championship 2011 verlor Wade in der zweiten Runde gegen den Österreicher Mensur Suljović 2:4. Am 5. Juni 2011 gewann er die UK Open durch einen 11:8-Finalsieg gegen Wes Newton. Das Finale des World Matchplay verlor Wade erneut gegen Taylor.
Bei der PDC World Darts Championship 2012 spielte Wade im Halbfinale gegen den Titelverteidiger Adrian Lewis. Nach 5:1-Führung und vergebenen Matchdart verlor Wade das Spiel am Ende 5:6. Im selben Jahr unterlag er Phil Taylor denkbar knapp im Finale des World Matchplay mit 15:18.
Am 8. Oktober 2014 gelang Wade beim World Grand Prix 2014 in der Partie gegen Robert Thornton sein zweiter Neun-Darter vor laufenden TV-Kameras. Dadurch, dass auch Thornton der Neun-Darter gelang, war dies die erste TV-Partie, in der beide Spieler bei Double In / Double Out einen Neun-Darter warfen. Er erreichte anschließend das Finale, das er gegen Michael van Gerwen verlor.
Wade gewann das Masters 2014 trotz 2:9-Rückstandes noch mit 11:10 gegen Mervyn King und beendete die Partie dabei mit einem 135er-Finish. Dies war sein erster Major-Sieg nach dem World Grand Prix im Jahre 2010.
Wade erhielt nach einer einjährigen Abstinenz wieder eine Wildcard für die Premier League, konnte sich aber nicht für die Play-offs qualifizieren. Beim World Matchplay 2015 beendete er Phil Taylor’s unglaubliche Siegesserie von 33 ungeschlagenen Partien hintereinander und bezwang ihn mit 17:14 im Halbfinale. Im Endspiel musste er sich Michael van Gerwen mit 12:18 geschlagen geben. Bei den weiteren wichtigen Turnieren im Jahr 2015 konnte er allerdings keine nennenswerten Erfolge mehr verzeichnen.
Bei der PDC World Darts Championship 2016 zog er mit drei komfortablen Siegen ins Viertelfinale ein, verlor dieses jedoch gegen Gary Anderson mit 1:5. Wade gewann das European Darts Matchplay 2016 im Finale gegen Dave Chisnall mit 6:5. Bei der European Darts Championship 2016 musste er sich erst im Halbfinale Michael van Gerwen geschlagen geben. Beim Grand Slam of Darts 2016 bezwang er Gary Anderson mit 16:14 und erreichte das Finale, das er allerdings deutlich erneut gegen Michael van Gerwen mit 8:16 verlor.
Bei den PDC World Darts Championship 2017 schaffte er es bis ins Viertelfinale, wo er 5:3 Peter Wright unterlag. In der Premier League verpasste er erneut die Play-offs.
Bei der European Darts Championship 2018 gewann Wade das Finale gegen Simon Whitlock mit 11:8 und wurde Europameister. Eine Woche darauf siegte er bei den World Series of Darts Finals und sicherte sich somit seinen zweiten Major-Erfolg im Jahr 2018 und damit den neunten Major-Titel seiner Karriere.
Seine gute Form kann Wade bei den Players Championship Events 2019 bestätigen, wo er fünfmal das Finale gewann. Noch nie zuvor gewann er fünf Ranking Titel in einem Jahr. Dazu schaffte es Wade bei den PDC Darts Masters 2019 bis ins Finale, das er jedoch gegen Michael van Gerwen mit 5:11 verlor. Darüber hinaus erreichte er die Play-offs der Premier League Darts 2019. Beim German Darts Championship 2019 spielte er bei seiner Achtelfinalniederlage gegen Darren Webster einen Neun-Darter. Beim World Grand Prix 2019 schied Wade in der 2. Runde überraschend gegen Mervyn King mit 1:3 aus. Seinen Erfolg in der European Darts Championship 2019 konnte Wade nicht verteidigen und schied ebenso unerwartet in der 1. Runde aus.
Bei der World Darts Championship 2020 gewann er sein Auftaktmatch, ehe er in der 3. Runde gegen Steve Beaton verlor. Bei den UK Open stand er im Achtelfinale, wo er gegen den späteren Sieger Michael van Gerwen ausschied. Im World Matchplay schied er ebenfalls im Achtelfinale aus. Er stand bei den European Darts Ch’ships erneut im Finale, wo er sich Peter Wright beugen musste. Beim Grand Slam konnte er die Gruppenphase als Gruppenerster überstehen und erreichte das Finale. Dort unterlag er gegen den Portugiesen Jose de Sousa und musste sich erneut mit Platz 2 zufriedengeben.
Mit den UK Open 2021 konnte er früh im Jahr ein Major-Turnier für sich entscheiden, als er im Finale Luke Humphries mit 11:5 in Legs besiegte. Anfang April wurde er für die Premier League nachnominiert, nachdem Gerwyn Price positiv auf SARS-CoV-2 getestet wurde. Bei der Premier League erreichte er den sechsten Rang. Nach über 10 Jahren spielte Wade erneut beim World Cup of Darts mit Dave Chisnall, beide schieden im Halbfinale aus. Beim Grand Slam of Darts spielte er im entscheidenden letzten Gruppenspiel gegen Rob Cross mit 111,71 Punkten seinen bis dato höchsten TV-Average. Durch den daraus resultierenden 5:2-Sieg schloss er die Gruppenphase als Erstplatzierter ab. Im Halbfinale schied er gegen Gerwyn Price aus.
Bei der PDC World Darts Championship 2022 zog er mit drei komfortablen Siegen ins Halbfinale ein, verlor dieses jedoch gegen Michael Smith mit 3:6. Bei den UK Open 2022 scheiterte Wade im Viertelfinale gegen Keane Barry. Da Wade die Nummer 4 der Welt war, nahm er automatisch an der Premier League 2022 teil. Am 12. Spieltag stellte er mit 114,73 einen persönlichen Bestwert für TV-Averages auf. Nach zwei Tagessiegen und 15 Spieltagen erreichte er auf Rang 3 die Play-offs in Berlin. Dort schied er im Halbfinale gegen van Gerwen aus. Beim World Cup erreichte er zusammen mit Michael Smith das Halbfinale. Hier war dann aber Australien siegreich. Beim World Matchplay 2022 war für Wade bereits im Achtelfinale Schluss.
Bei der PDC World Darts Championship 2023 verlor er sein Auftaktspiel gegen Jim Williams. Gegen Jahresende zeigte er eine stärkere Form und erreichte das Halbfinale beim Grand Slam und das Finale der EM. Hier verlor er gegen Peter Wright mit 6:11.
Bei der PDC World Darts Championship 2024 schied er in der 2. Runde gegen Matt Campbell aus. Das World Matchplay 2024 erreichte Wade zum ersten Mal in seiner Karriere nur als ungesetzter Spieler. Er erreichte mit guten Leistungen das Halbfinale, wo er gegen Luke Humphries mit 10:17 ausschied.
Im Jahr darauf erreichte er sowohl das UK-Open-, als auch das World Matchplay-Finale. In beiden Endspielen unterlag er jedoch gegen Luke Littler (2:11 Legs und 13:18 Legs).
Er gilt mit derzeit 11 PDC-Major-Titeln als der erfolgreichste Dartprofi unter denen, die nie Weltmeister wurden.

### 9-Darter (TV)
- James Wade gelang das perfekte Spiel erstmals am 20. November 2008 im Grand Slam of Darts gegen Gary Anderson.
- Am 8. Oktober 2014 erzielte er beim World Grand Prix als zweiter Spieler überhaupt einen TV-9-Darter in der Variante Double-In – Double-Out. Nur drei Sätze später gelang seinem Gegner Robert Thornton ebenfalls ein 9-Darter. Je ein perfektes Leg beider Spieler einer Partie ist im TV bis heute einmalig.
- Seinen dritten 9-Darter warf Wade am 29. Dezember 2020 bei der World Darts Championship gegen Stephen Bunting.
- Am 5. März 2022 erzielte James Wade seinen vierten 9-Darter bei den UK Open gegen Boris Krčmar.

James Wade ist außerdem der Spieler, der die meisten TV-Neundarter gegen sich kassierte (acht, Stand: 1. Oktober 2024), was auch in den Medien thematisiert wird. Er selbst nennt seine Spielweise und sein faires Verhalten als Erklärung. Angesichts seiner zahlreichen Teilnahmen an Major-Turnieren ist allerdings auch ein hoher Wert nicht unwahrscheinlich.

## Weltmeisterschaftsresultate

### BDO
- 2003: 1. Runde (2:3-Niederlage gegen  Dennis Harbour)
- 2004: Achtelfinale (1:3-Niederlage gegen  Darryl Fitton)

### PDC
- 2005: 1. Runde (0:3-Niederlage gegen  Mark Holden)
- 2006: 1. Runde (2:3-Niederlage gegen  Wayne Jones)
- 2007: Achtelfinale (3:4-Niederlage gegen  Terry Jenkins)
- 2008: Viertelfinale (4:5-Niederlage gegen  John Part)
- 2009: Halbfinale (4:6-Niederlage gegen  Raymond van Barneveld)
- 2010: Viertelfinale (3:5-Niederlage gegen  Simon Whitlock)
- 2011: 2. Runde (2:4-Niederlage gegen  Mensur Suljović)
- 2012: Halbfinale (5:6-Niederlage gegen  Adrian Lewis)
- 2013: Halbfinale (4:6-Niederlage gegen  Michael van Gerwen)
- 2014: Viertelfinale (1:5-Niederlage gegen  Adrian Lewis)
- 2015: 2. Runde (1:4-Niederlage gegen  Stephen Bunting)
- 2016: Viertelfinale (1:5-Niederlage gegen  Gary Anderson)
- 2017: Viertelfinale (3:5-Niederlage gegen  Peter Wright)
- 2018: 1. Runde (2:3-Niederlage gegen  Keegan Brown)
- 2019: Achtelfinale (3:4-Niederlage gegen  Ryan Joyce)
- 2020: 3. Runde (2:4-Niederlage gegen  Steve Beaton)
- 2021: 3. Runde (2:4-Niederlage gegen  Stephen Bunting)
- 2022: Halbfinale (3:6-Niederlage gegen  Michael Smith)
- 2023: 2. Runde (2:3-Niederlage gegen  Jim Williams)
- 2024: 2. Runde (2:3-Niederlage gegen  Matt Campbell)
- 2025: 2. Runde (0:3-Niederlage gegen  Jermaine Wattimena)

## Turnierergebnisse
| Turnier                                    | 2002              | 2003              | 2004                           | 2005                           | 2006                           | 2007                           | 2008                           | 2009                           | 2010                           | 2011                           | 2012                           | 2013                           | 2014                           | 2015                           | 2016                           | 2017                           | 2018                           | 2019                           | 2020                           | 2021                           | 2022                           | 2023                           | 2024                           | 2025                           |
| ------------------------------------------ | ----------------- | ----------------- | ------------------------------ | ------------------------------ | ------------------------------ | ------------------------------ | ------------------------------ | ------------------------------ | ------------------------------ | ------------------------------ | ------------------------------ | ------------------------------ | ------------------------------ | ------------------------------ | ------------------------------ | ------------------------------ | ------------------------------ | ------------------------------ | ------------------------------ | ------------------------------ | ------------------------------ | ------------------------------ | ------------------------------ | ------------------------------ |
| BDO-Major-Turniere                         |                   |                   |                                |                                |                                |                                |                                |                                |                                |                                |                                |                                |                                |                                |                                |                                |                                |                                |                                |                                |                                |                                |                                |                                |
| Weltmeisterschaft                          | n/q               | 1R                | AF                             | nicht teilgenommen             | nicht teilgenommen             | nicht teilgenommen             | nicht teilgenommen             | nicht teilgenommen             | nicht teilgenommen             | nicht teilgenommen             | nicht teilgenommen             | nicht teilgenommen             | nicht teilgenommen             | nicht teilgenommen             | nicht teilgenommen             | nicht teilgenommen             | nicht teilgenommen             | nicht teilgenommen             | nicht teilgenommen             | Verband insolvent              | Verband insolvent              | Verband insolvent              | Verband insolvent              | Verband insolvent              |
| World Masters                              | 2R                | 2R                | nicht teilgenommen             | nicht teilgenommen             | nicht teilgenommen             | nicht teilgenommen             | nicht teilgenommen             | nicht teilgenommen             | nicht teilgenommen             | nicht teilgenommen             | nicht teilgenommen             | nicht teilgenommen             | nicht teilgenommen             | nicht teilgenommen             | nicht teilgenommen             | nicht teilgenommen             | nicht teilgenommen             | nicht teilgenommen             | n/a                            | Verband insolvent              | Verband insolvent              | Verband insolvent              | Verband insolvent              | Verband insolvent              |
| WDF-Platin-/Major-Turniere                 |                   |                   |                                |                                |                                |                                |                                |                                |                                |                                |                                |                                |                                |                                |                                |                                |                                |                                |                                |                                |                                |                                |                                |                                |
| International League                       | n/a               | GP                | VF                             | n/t                            | n/t                            | VF                             | nicht ausgetragen              | nicht ausgetragen              | nicht ausgetragen              | nicht ausgetragen              | nicht ausgetragen              | nicht ausgetragen              | nicht ausgetragen              | nicht ausgetragen              | nicht ausgetragen              | nicht ausgetragen              | nicht ausgetragen              | nicht ausgetragen              | nicht ausgetragen              | nicht ausgetragen              | nicht ausgetragen              | nicht ausgetragen              | nicht ausgetragen              | nicht ausgetragen              |
| World Trophy                               | n/q               | AF                | n/t                            | n/t                            | n/t                            | 1R                             | nicht ausgetragen              | nicht ausgetragen              | nicht ausgetragen              | nicht ausgetragen              | nicht ausgetragen              | nicht ausgetragen              | nicht ausgetragen              | nicht ausgetragen              | nicht ausgetragen              | nicht ausgetragen              | nicht ausgetragen              | nicht ausgetragen              | nicht ausgetragen              | nicht ausgetragen              | nicht ausgetragen              | nicht ausgetragen              | nicht ausgetragen              | nicht ausgetragen              |
| Finder Masters                             | GP                | GP                | n/t                            | n/t                            | n/a                            | nicht teilgenommen             | nicht teilgenommen             | nicht teilgenommen             | nicht teilgenommen             | nicht teilgenommen             | nicht teilgenommen             | nicht teilgenommen             | nicht teilgenommen             | nicht teilgenommen             | nicht teilgenommen             | nicht teilgenommen             | nicht teilgenommen             | nicht ausgetragen              | nicht ausgetragen              | nicht ausgetragen              | nicht ausgetragen              | nicht ausgetragen              | nicht ausgetragen              | nicht ausgetragen              |
| PDC-Ranking-Turniere                       |                   |                   |                                |                                |                                |                                |                                |                                |                                |                                |                                |                                |                                |                                |                                |                                |                                |                                |                                |                                |                                |                                |                                |                                |
| Weltmeisterschaft                          | n/t               | n/t               | n/t                            | 1R                             | 1R                             | AF                             | VF                             | HF                             | VF                             | 2R                             | HF                             | HF                             | VF                             | 2R                             | VF                             | VF                             | 1R                             | AF                             | 3R                             | 3R                             | HF                             | 2R                             | 2R                             | 2R                             |
| World Masters                              | nicht ausgetragen | nicht ausgetragen | nicht ausgetragen              | nicht ausgetragen              | nicht ausgetragen              | nicht ausgetragen              | nicht ausgetragen              | nicht ausgetragen              | nicht ausgetragen              | nicht ausgetragen              | nicht ausgetragen              | nicht ausgetragen              | nicht ausgetragen              | nicht ausgetragen              | nicht ausgetragen              | nicht ausgetragen              | nicht ausgetragen              | nicht ausgetragen              | nicht ausgetragen              | nicht ausgetragen              | nicht ausgetragen              | nicht ausgetragen              | nicht ausgetragen              | AF                             |
| UK Open                                    | n/a               | 4R                | 4R                             | AF                             | 3R                             | 5R                             | S                              | 3R                             | VF                             | S                              | 3R                             | VF                             | 5R                             | 5R                             | 3R                             | 3R                             | 4R                             | AF                             | AF                             | S 1                            | VF                             | 4R                             | 4R                             | F                              |
| Las Vegas Desert Classic                   | n/t               | n/t               | 1R                             | AF                             | n/q                            | 1R                             | F                              | HF                             | nicht ausgetragen              | nicht ausgetragen              | nicht ausgetragen              | nicht ausgetragen              | nicht ausgetragen              | nicht ausgetragen              | nicht ausgetragen              | nicht ausgetragen              | nicht ausgetragen              | nicht ausgetragen              | nicht ausgetragen              | nicht ausgetragen              | nicht ausgetragen              | nicht ausgetragen              | nicht ausgetragen              | nicht ausgetragen              |
| World Matchplay                            | n/t               | n/t               | n/t                            | n/q                            | F                              | S                              | F                              | VF                             | HF                             | F                              | F                              | HF                             | VF                             | F                              | 1R                             | 1R                             | AF                             | VF                             | AF                             | 1R                             | AF                             | 1R                             | HF                             | F                              |
| World Grand Prix                           | n/t               | n/t               | n/t                            | 1R                             | VF                             | S                              | 1R                             | 1R                             | S                              | HF                             | 1R                             | HF                             | F                              | 1R                             | 1R                             | 1R                             | 1R                             | AF                             | 1R                             | AF                             | 1R                             | 1R                             | VF                             |                                |
| European Championship                      | nicht ausgetragen | nicht ausgetragen | nicht ausgetragen              | nicht ausgetragen              | nicht ausgetragen              | nicht ausgetragen              | AF                             | HF                             | 1R                             | VF                             | 1R                             | AF                             | 1R                             | AF                             | HF                             | n/q                            | S                              | 1R                             | F                              | AF                             | AF                             | F                              | AF                             |                                |
| Grand Slam of Darts                        | nicht ausgetragen | nicht ausgetragen | nicht ausgetragen              | nicht ausgetragen              | nicht ausgetragen              | kein Ranking-Turnier           | kein Ranking-Turnier           | kein Ranking-Turnier           | kein Ranking-Turnier           | kein Ranking-Turnier           | kein Ranking-Turnier           | kein Ranking-Turnier           | kein Ranking-Turnier           | AF                             | F                              | AF                             | AF                             | AF                             | F                              | HF                             | n/q                            | HF                             | AF                             |                                |
| Players Championship Finals                | nicht ausgetragen | nicht ausgetragen | nicht ausgetragen              | nicht ausgetragen              | nicht ausgetragen              | nicht ausgetragen              | nicht ausgetragen              | HF                             | 1R                             | AF/VF                          | 1R                             | 1R                             | 1R                             | AF                             | 2R                             | VF                             | AF                             | AF                             | 1R                             | AF                             | 2R                             | VF                             | 1R                             |                                |
| PDC-Turniere ohne Einfluss auf das Ranking |                   |                   |                                |                                |                                |                                |                                |                                |                                |                                |                                |                                |                                |                                |                                |                                |                                |                                |                                |                                |                                |                                |                                |                                |
| The Masters                                | nicht ausgetragen | nicht ausgetragen | nicht ausgetragen              | nicht ausgetragen              | nicht ausgetragen              | nicht ausgetragen              | nicht ausgetragen              | nicht ausgetragen              | nicht ausgetragen              | nicht ausgetragen              | nicht ausgetragen              | HF                             | S                              | VF                             | HF                             | AF                             | VF                             | F                              | AF                             | VF                             | AF                             | AF                             | 1R                             | n/a                            |
| World Cup of Darts                         | nicht ausgetragen | nicht ausgetragen | nicht ausgetragen              | nicht ausgetragen              | nicht ausgetragen              | nicht ausgetragen              | nicht ausgetragen              | nicht ausgetragen              | AF                             | n/a                            | nicht teilgenommen             | nicht teilgenommen             | nicht teilgenommen             | nicht teilgenommen             | nicht teilgenommen             | nicht teilgenommen             | nicht teilgenommen             | nicht teilgenommen             | nicht teilgenommen             | HF                             | HF                             | n/t                            | n/t                            | n/t                            |
| Premier League Darts                       | nicht ausgetragen | nicht ausgetragen | nicht ausgetragen              | n/t                            | n/t                            | n/t                            | F                              | S                              | F                              | 5.                             | HF                             | HF                             | n/t                            | 7.                             | 6.                             | 7.                             | n/t                            | HF                             | n/t                            | 6.                             | HF                             | n/t                            | n/t                            | n/t                            |
| Champions League of Darts                  | nicht ausgetragen | nicht ausgetragen | nicht ausgetragen              | nicht ausgetragen              | nicht ausgetragen              | nicht ausgetragen              | nicht ausgetragen              | nicht ausgetragen              | nicht ausgetragen              | nicht ausgetragen              | nicht ausgetragen              | nicht ausgetragen              | nicht ausgetragen              | nicht ausgetragen              | HF                             | n/q                            | n/q                            | GP                             | nicht ausgetragen              | nicht ausgetragen              | nicht ausgetragen              | nicht ausgetragen              | nicht ausgetragen              | nicht ausgetragen              |
| Championship League                        | nicht ausgetragen | nicht ausgetragen | nicht ausgetragen              | nicht ausgetragen              | nicht ausgetragen              | nicht ausgetragen              | GP                             | HF                             | S                              | GP                             | GP                             | GP                             | nicht ausgetragen              | nicht ausgetragen              | nicht ausgetragen              | nicht ausgetragen              | nicht ausgetragen              | nicht ausgetragen              | nicht ausgetragen              | nicht ausgetragen              | nicht ausgetragen              | nicht ausgetragen              | nicht ausgetragen              | nicht ausgetragen              |
| World Series of Darts Finals               | nicht ausgetragen | nicht ausgetragen | nicht ausgetragen              | nicht ausgetragen              | nicht ausgetragen              | nicht ausgetragen              | nicht ausgetragen              | nicht ausgetragen              | nicht ausgetragen              | nicht ausgetragen              | nicht ausgetragen              | nicht ausgetragen              | nicht ausgetragen              | VF                             | AF                             | HF                             | S                              | AF                             | HF                             | 1R                             | HF                             | n/t                            | n/t                            |                                |
| Grand Slam of Darts                        | nicht ausgetragen | nicht ausgetragen | nicht ausgetragen              | nicht ausgetragen              | nicht ausgetragen              | AF                             | AF                             | AF                             | F                              | AF                             | GP                             | VF                             | AF                             | Ranking-Turnier                | Ranking-Turnier                | Ranking-Turnier                | Ranking-Turnier                | Ranking-Turnier                | Ranking-Turnier                | Ranking-Turnier                | Ranking-Turnier                | Ranking-Turnier                | Ranking-Turnier                | Ranking-Turnier                |
| Karrierestatistiken                        |                   |                   |                                |                                |                                |                                |                                |                                |                                |                                |                                |                                |                                |                                |                                |                                |                                |                                |                                |                                |                                |                                |                                |                                |
| Jahresendplatzierung                       | unbekannt         | unbekannt         | 44                             | 25                             | 11                             | 3                              | 3                              | 3                              | 2                              | 3                              | 3                              | 6                              | 6                              | 7                              | 6                              | 11                             | 9                              | 8                              | 7                              | 4                              | 8                              | 13                             | 16                             |                                |
| Verband                                    | BDO               | BDO               | Professional Darts Corporation | Professional Darts Corporation | Professional Darts Corporation | Professional Darts Corporation | Professional Darts Corporation | Professional Darts Corporation | Professional Darts Corporation | Professional Darts Corporation | Professional Darts Corporation | Professional Darts Corporation | Professional Darts Corporation | Professional Darts Corporation | Professional Darts Corporation | Professional Darts Corporation | Professional Darts Corporation | Professional Darts Corporation | Professional Darts Corporation | Professional Darts Corporation | Professional Darts Corporation | Professional Darts Corporation | Professional Darts Corporation | Professional Darts Corporation |

| Legende zu den Turnierergebnissen | Legende zu den Turnierergebnissen | Legende zu den Turnierergebnissen | Legende zu den Turnierergebnissen | Legende zu den Turnierergebnissen | Legende zu den Turnierergebnissen | Legende zu den Turnierergebnissen | Legende zu den Turnierergebnissen | Legende zu den Turnierergebnissen | Legende zu den Turnierergebnissen |
| --------------------------------- | --------------------------------- | --------------------------------- | --------------------------------- | --------------------------------- | --------------------------------- | --------------------------------- | --------------------------------- | --------------------------------- | --------------------------------- |
| n/t                               | nicht teilgenommen                | n/q                               | nicht qualifiziert                | n/a                               | nicht ausgetragen                 | #R                                | Aus in jeweiliger Runde           | GP                                | Aus in der Gruppenphase           |
| AF                                | Achtelfinalist                    | VF                                | Viertelfinalist                   | HF                                | Halbfinalist                      | F                                 | Turnierfinalist                   | S                                 | Turniersieger                     |

## Titel
- Majors
  - World Matchplay: 2007
  - Premier League: 2009
  - World Grand Prix: 2007, 2010
  - UK Open: 2008, 2011, 2021
  - European Championship: 2018
  - The Masters: 2014
  - World Series Finals: 2018
  - Championship League: 2009

- Pro Tour
  - Players Championships:
    - Players Championships 2008: 2, 27, 31
    - Players Championships 2009: 13, 29
    - Players Championships 2010: 27
    - Players Championships 2011: 24, 26
    - Players Championships 2014: 17
    - Players Championships 2015: 2, 13
    - Players Championships 2019: 9, 11, 12, 18, 24
    - Players Championships 2020: 12
    - Players Championships 2022: 30
    - Players Championships 2025: 19

  - UK Open Qualifiers:
    - UK Open Qualifiers 2006/07: 7
    - UK Open Qualifiers 2007/08: 1, 3
    - UK Open Qualifiers 2009: 3
    - UK Open Qualifiers 2010: 8

  - European Darts Tour
    - European Darts Tour 2014: (1) Gibraltar Darts Trophy
    - European Darts Tour 2016: (1) European Darts Matchplay
- Weitere
  - 2005: Irish Masters
  - 2006: Vauxhall Autumn Open
  - 2008: Pro Celebrity Challenge
  - 2009: Jocky Wilson Cup
  - 2010: Championship of Darts

### Andere
- 2003: Cosham Xmas Open
- 2010: Bournemouth Open, Bournemouth Men’s Singles

## Persönliches
Gemäß eigenen Angaben wurde bei James Wade eine Bipolare Störung diagnostiziert. Seit 2011 spricht er offen darüber. Er tritt seit vielen Jahren als Botschafter der Stiftung „bipolar UK“ auf.
Er ist seit dem 8. August 2015 mit dem ehemaligen „Walk on Girl“ Samantha Marsh verheiratet. Am 8. Oktober 2018 und am 4. August 2022 wurden ihre zwei gemeinsamen Söhne geboren.